# Pumi

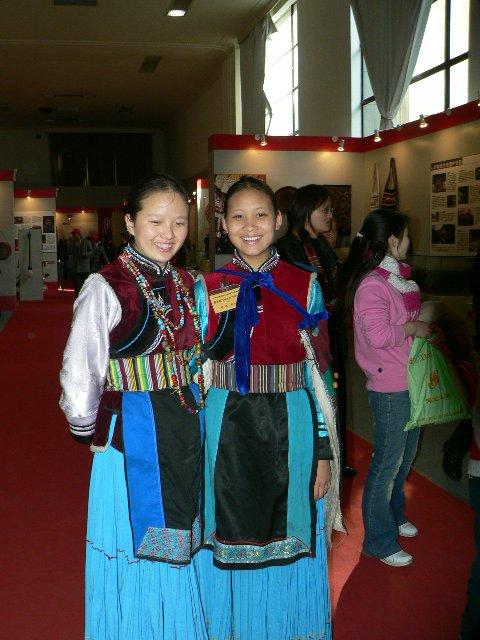

I Pumi (o anche Primi; in cinese: 普米族; in pinyin: Pǔmǐzú) sono un gruppo etnico facente parte dei 56 gruppi etnici riconosciuti ufficialmente dalla Repubblica Popolare Cinese. La popolazione totale conta circa 50.000 unità.
Etnicamente correlati ai Qiang, la maggior parte dei Pumi è stanziata nelle province cinesi di Yunnan e Sichuan, soprattutto nelle contee di Lanping, Lijiang, Weixi e Yongsheng, e nella contea autonoma Yin di Ninglang. I pumi in Sichuan si possono trovare soprattutto nella contea autonoma tibetana del Muli e in Yanyuan.

## Lingua
La lingua pumi appartiene alla famiglia delle lingue tibeto-birmane. Nel passato, molti Pumi usavano caratteri propri della lingua tibetana (soprattutto i Pumi del Muli e del Ninglang) a scopi prettamente religiosi, sebbene molti di questi caratteri sono andati persi nel tempo. I pumi odierni usano il cinese, come lingua parlata, e caratteri romani per lo scritto.

## Storia
Le prime tracce dei Pumi si possono trovare nel IV secolo a.C., originariamente nelle migrazioni dei popoli nomadi che attraversarono in quel periodo le pianure del Tibet per arrivare alle valli fra le montagne di Hengduan.
In seguito, si mossero a nord di Sichuan, nel VII secolo, e a nord-ovest della provincia di Yunnan nel XIV secolo. Molti di loro si stanziarono qui definitivamente divenendo in larga parte agricoltori, sottomessi quasi sempre ai locali possidenti terrieri che dominavano l'economia locale nella contea di Lanping e nella città di Lijiang.
Con l'avvento della rivoluzione culturale, questi proprietari terrieri persero il loro potere e la loro secolare posizione e molte delle loro aree furono trasformate in ospedali e in fattorie comuni, a vantaggio dei Pumi come delle altre popolazioni locali.

## Religione
Fin dai tempi antichi, quando interruppero i contatti con i popoli tibetani, congiuntamente ad alcune pratiche buddiste, i Pumi hanno praticato l'Animismo, ed il culto degli antenati, una pratica localmente conosciuta come Zanbala. Tuttavia, attraverso gli sforzi dei Buddisti Tibetani missionari, una parte significativa della loro popolazione, la maggior parte della quale si trova a Sichuan, ha adottato due lignaggi del Lamaismo, il Gelugpa ed il Kagyu.
La religione Zanbala, conosciuta dagli autoctoni anche con il nome di Dingba, significa letteralmente “terra bianca”. È accertato che i Pumi della zona di Ninglang costruiscono ancora altari Zanbala vicino alle loro case, come quelli che venivano costruiti dalle generazioni precedenti. La religione Zanbala consiste nella venerazione di dei e spiriti ancestrali, la preghiera dei quali è affidata esclusivamente agli anziani, così come i riti sacri sono da loro soli presieduti.
La maggior parte dei villaggi Pumi possiedono le loro divinità della montagna, che vengono onorate durante le festività di stagione. Durante questi giorni, le intere famiglie offriranno cibo e preghiere per la buona salute e la prosperità del nucleo familiare. Durante il quindicesimo giorno di ogni mese, viene fatto tributo alle divinità minori della montagna, ed il quindicesimo giorno del settimo mese lunare si tiene una grande festività in onore del Grande Dio della Montagna.
In molte abitazioni Pumi, il fuoco domestico gioca un ruolo primario nelle credenze religiose Pumi. Il fuoco si trova all'interno di un anello di pietra che non deve mai essere toccato dagli ospiti. Il Guazei, che è una torre di piccole pietre, è posto dietro l'anello di fuoco. Durante i pasti, l'uomo più anziano prende una cucchiaiata di cibo che verrà messa su ogni torre. Una cucchiaiata viene lanciata nel fuoco, un gesto simbolico che significa nutrire gli antenati.

## Cultura
A causa delle loro origini, i Pumi sono culturalmente influenzati dai Tibetani. Il Nuovo Anno Lunare è celebrato nei primi quindici giorni del nuovo anno basandosi sul calendario lunare. Alcuni celebrano anche Losar.
Specialmente a Ninglang e Yongsheng, le donne Pumi indossano giacche con i bottoni da un lato, lunghe gonne, e cinture multicolori. A causa del freddo si drappeggiano una pelle di capra sulla schiena. Ad ogni modo, nelle aree del Lanping e del Weixi, il costume tradizionale femminile si compone di una lunga giacca colorata messa sotto la veste, pantalone lunghi che sono allacciati con cinture colorate. Come i Tibetani, le donne Pumi ornano i loro capelli con code di yak e nastri di seta. Dopo di che avvolgono le loro teste in larghe stole. Gioielli preziosi come orecchini d'argento e braccialetti sono indossati dai ricchi.
Anche gli uomini Pumi indossano pelli di capra o pantaloni di lino con giacche, accompagnate dal cappello tibetano. Soprattutto tra cacciatori e guerrieri sono diffuse le borse di daino e la lunga spada tibetana. Al raggiungimento dei tredici anni, i ragazzi Pumi passano attraverso il rito della virilità e solo dopo il bagno possono indossare i vestiti degli adulti e prendere parte alle attività della comunità.

## Stile di vita
A causa del tempo freddo e della vicinanza al Tibet, lo stile di vita Pumi assomiglia molto a quello tibetano.
Generalmente, i Pumi sono una società patriarcale e monogama, nonostante la poligamia sia accettata. Nello Yongsing, i Pumi seguono un sistema matriarcale collegato al sistema matrimoniale Azhu che letteralmente significa amicizia.
Avendo uno stile di vita prevalentemente agricolo, cereali come grano e mais sono alla base della loro alimentazione. Una varietà di frutta e verdura come il cavolo cinese, carote e meloni fanno da supplemento. maiale salato avvolto in pelle di maiale a forma di pipa suggerisce il soprannome del Pipa meat (carne pipa). Tsampa e Chang sono anch'essi consumati